# Val-de-la-Haye
Val-de-la-Haye este o comună în departamentul Seine-Maritime, Franța. În 1 ianuarie 2022 avea o populație de 699 de locuitori.

## Comune vecine
| Quevillon                  | Canteleu         |                |
| Saint-Pierre-de-Manneville |                  | Petit-Couronne |
| Sahurs                     | Hautot-sur-Seine | Grand-Couronne |